# 孟天禄
孟天禄，中华人民共和国政治人物。
担任工业劳模。国营西北第四棉纺织厂钢丝机工。1954年，当选第一届全国人民代表大会代表。